# アゾベンゼン
アゾベンゼン（azobenzene）は、有機化合物の一種で、2個のベンゼン環が -N=N- 二重結合（アゾ基）でつながった構造 (C6H5-N=N-C6H5) を持っている。また、そのような構造を中心に持ち、ベンゼン環上にさまざまな官能基を持つ誘導体の化合物群の総称として「アゾベンゼン」（単に「アゾ」とも）と呼ぶこともある。アゾベンゼンは、ジアゼン (diazene、H-N=N-H) の2個の水素をそれぞれフェニル基に置き換えたものと見なすこともでき、IUPAC系統名はジフェニルジアゼンと表される。
アゾベンゼンあるいはその誘導体は、紫外可視領域の光を強く吸収するため、歴史的には色素（アゾ色素）としてさまざまな産業で用いられてきた。また、もっとも興味深いアゾベンゼンの性質の一つは光異性化である。アゾ化合物にはアルケンと同様にシス、トランスの配座異性体が存在するが、その2種類の異性体の比を、ある波長の光を照射することで制御することができる。アゾベンゼンのトランス体からシス体へと異性化させる紫外光は、π-π*遷移 (S0—S2) のエネルギーギャップに対応している。そして逆にシス体からトランス体に異性化させる青色光は、n-π*遷移 (S0—S1) に対応している。
さまざまな理由で、シス体はトランス体よりも不安定である。例えば、シス体は2つのベンゼン環同士の立体反発により歪んだ構造をしており、共役による安定化が弱まっている。光異性化反応において、トランス体は約 50 kJ/mol 程度シス体よりも安定で、間のエネルギー障壁は 200 kJ/mol 程度である。また、シス体は熱的反応によっても安定なトランス体にへと変わる（熱異性化）。
アゾベンゼンをポリマーマトリクス中に含ませて安定化させることができる。また、その棒状の構造から、液晶のメソゲン基 (mesogen) として利用される。

## 分光学的分類
アゾベンゼンやその誘導体が光異性化のために吸収する光の波長は個々の構造に応じて異なっているが、概ね3つの型に分類することができる。それらは、アゾベンゼン型、アミノアゾベンゼン型、擬スチルベン (pseudo-stilbene) 型で、それぞれ吸収光の違いにより黄色、橙色、赤色を示す。無置換のアゾベンゼンなど、アゾベンゼン型分子は、可視領域の弱い n-π* 吸収と紫外領域の強い π-π* 吸収を示す。ベンゼン環のオルト位、またはパラ位にアミノ基などの電子供与基を持つアミノベンゼン型分子では、n-π* 吸収に近い可視領域の波長に π-π* 吸収帯があらわれる。擬スチルベン型分子では、片側のベンゼン環のパラ位に電子供与基が、もう一方の環のパラ位に電子求引基が置換している。この "push-pull" 型の構造は電子配置を非対称化させ、その結果としてトランス体とシス体の吸収帯が重なってしまう。つまり、その吸収帯にあたる光の照射下では、擬スチルベン型分子は2種類の異性体の間を絶えず行ったり来たりする平衡状態となる。

## 光異性化の機構
アゾベンゼンの光異性化の反応速度は非常に速く、ピコ秒 (10−12秒) の時間スケールで起こる。熱異性化の速度は化合物によりさまざまで、アゾベンゼン型分子では数時間、アミノベンゼン型分子では数分、擬スチルベン型分子では数秒程度の時間スケールで起こる。
異性化反応の機構には2通りの経路が考えられてきた。ひとつは、N=N 二重結合のπ結合が解けて N-N 単結合となり、そこで回転 (rotation) が起こり異性化する経路、もうひとつは、N=N-Ar の結合角が、直線型の遷移状態を通りながら立体反転 (inversion) する経路である。トランス体からシス体への異性化は、S2状態（ππ*励起状態）で起こる回転、シス体からトランス体への異性化は、S1状態（nπ*励起状態）で起こる立体反転によるものとされてきた。異性化反応の各々について、どの励起状態が直接的な役割を果たしているかという点は未だに議論の対象となっている。しかし、Diau らによる、フェムト秒時間分解蛍光分析と、計算化学とをあわせた研究は、S2状態はまず内部転換により S1状態に変わり、それから C-N=N-C の4原子が同時に直線に並んだ遷移状態を経由して異性化する「協奏的な立体反転 (concerted inversion)」の経路を、新しい可能性として示した。この機構では S2状態が異性化に直接関わってはおらず、π-π* 吸収から異性化への量子収率が低いという実験結果を説明できる。

## 光異性化による分子の動きの応用
アゾベンゼンが光異性化するということは、光により分子が動くということである。そしてこの動きはより大きなスケールの動きへと展開できる。例えば、アゾベンゼンは偏光を継続的に照射されると、光異性化を繰り返しながら動くうちに、その偏光を吸収できない配向に落ち着いてしまう。このような、偏光によるアゾ色素の異方化は、複屈折や二色性を引き起こす。この光による配向効果は液晶など、ほかの材料にも利用される。例えば、液晶部を選択的に配向させ、非線形光学材料を作ったりすることができる。アゾ化合物の光異性化は、液晶相の光スイッチにも用いられる。
1995年に、アゾ高分子の薄いフィルムを強度や偏光度が一定の勾配で変わる光にさらすと、その表面に自発的に模様が現れることが発見された。その高分子が、光にさらされる分子の量を減らすように可逆的に変形するためである。この現象はレーザーアブレーションとは異なり、可逆的でかつ小さなエネルギーしか必要としない。このホログラフィーの現象は詳細の機構が未だに不明ではあるが、アゾベンゼンの光異性化によることは明らかである。
アゾベンゼン構造を含む材料が光により伸縮する現象が観察されている。それを利用して、偏光の照射によって曲がったり真っ直ぐになったりする薄いフィルムを作ったという報告がある。このマクロな動きは偏光の方向により制御できる。曲がる理由は、フィルムの表面により近い部分がフィルムの内部よりもより大きく収縮するためである。